# اسکودوی موزامبیک
اسکودوی موزامبیک (به انگلیسی: Mozambican escudo) با کد ایزوی MZE، یکای پول رایج در کشور موزامبیک است. مسئولیت کنترل این واحد پولی برعهدهٔ بانک موزامبیک قرار دارد.